# Кеннетт Бенедикт
Кеннетт Бенедикт (англ. Kennette Benedict; нар. Східний Гарлем, Мангеттен, США) — американська політологиня та викладачка Чиказького університету. Старша наукова співробітниця — Інституту енергетичної політики. У 2005—2015 роках — виконавчий директор та видавець «Бюлетень учених-атомників» (англ. Bulletin of the Atomic Scientists), де також веде щомісячну колонку. 
До приходу в «Бюлетень» була — директором з питань Міжнародного миру та безпеки у Фонді Джона Д. і Кетрін Т. МакАртурів, де також працювала — старшим радником президента.
Бенедикт — відповідала «за надання грантів» з питань Міжнародного миру та безпеки, включаючи підтримку зусиль зі зменшення загрози від зброї масового знищення, а також ініціативу з науки, технологій та безпеки вартістю — $50 млн. доларів. 
Працюючи на посаді директора, вона заснувала та керувала в 1992—2002 рр. Ініціативою Фонду в країнах колишнього Радянського Союзу, а в 2000 році заснувала програму підтримки вищої освіти в Нігерії. 
На посаді старшого радника — працювала з президентом Фонду МакАртуром над аналізом та оцінкою ролі приватних фондів у США та за кордоном.
До приходу у Фундацію в 1987 році — викладала в Ратґерському та Іллінойському університеті в Урбана-Шампейн. 
Її дослідження та викладання були зосереджені на прийнятті організаційних рішень, присяжних, а також на жіночому лідерстві та американській політиці. Публікувала статті про глобальне управління та насильницькі конфлікти. 
До початку академічної кар'єри вона працювала в Агентстві державного планування (штат, Массачусетс) з питань правоохоронної діяльності та кримінального правосуддя.
Бенедикт — Член Консультативної ради Фонду Стенлі, а раніше входила до складу правління Оберлінського коледжу та Фонду Комптона. 
У 2003—2005 рр. була — співголовою Групи спонсорів миру та безпеки. 
Працювала на різних консультативних та дорадчих посадах, в тому числі радником Фонду братів Рокфеллерів, Університету Міннесоти та Центру ефективної філантропії. 
Здобула — ступінь бакалавра в Оберлінському коледжі, а також — ступінь доктора політичних наук у Стенфордському університеті.

## Дв. також
- Еморі Ловінс
- Міжнародна кампанія із заборони ядерної зброї